# 老城遗址
老城遗址，位于中国甘肃省古浪县，为一个省级文物保护单位，类型为古遗址。
老城遗址的历史年代为新石器时代。